# نریمان اسرافیلف
نریمان محمدوویچ اسرافیلُف (به روسی: Нариман Магомедович Исрапилов ؛ زادهٔ ۲۳ فوریه ۱۹۸۸) کشتی‌گیر داغستانی کشور روسیه است که در دستهٔ ۵۵ کیلوگرم کشتی آزاد رقابت کرده‌است. او دارندهٔ مدال برنز قهرمانی کشتی جهان (۲۰۱۳) و قهرمان مسابقات قهرمانی کشتی اروپا (۲۰۰۹) است. اسرافیلف در نیمه‌نهایی قهرمانی جهان در ۲۰۱۳ بوداپست به حسن رحیمی از ایران باخت و سپس با شکست رسول کالیف قزاقستانی به مدال برنز دست یافت.  